# Diège (Dordogne)
Die Diège ist ein Fluss in Frankreich, der im Département Corrèze in der Region Nouvelle-Aquitaine verläuft. Sie entspringt am Ostrand des Plateau de Millevaches, im Gemeindegebiet von Saint-Setiers, entwässert generell Richtung Südost, durchquert im Oberlauf den Regionalen Naturpark Millevaches en Limousin und mündet nach rund 54 Kilometern an der Gemeindegrenze von Roche-le-Peyroux und Saint-Julien-près-Bort, im Staubereich der Barrage de Marège, als rechter Nebenfluss in die Dordogne.

## Orte am Fluss
- Sornac
- Ussel
- Saint-Étienne-la-Geneste
- Roche-le-Peyroux
- Saint-Julien-près-Bort